# Lijst van schrijvers uit Afrika
Dit is een lijst van schrijvers uit Afrika. Ook opgenomen zijn schrijvers uit de Afrikaanse diaspora wanneer de thematiek van hun werk hieraan is gerelateerd. Van veel schrijvers in deze lijst zijn Nederlandse vertalingen verschenen.

## Algerije
- Augustinus van Hippo
- Miguel Ángel Asturias
- Salah Benlabed
- Albert Camus
- Mehdi Charef
- Augusto Monterroso
- Frantz Fanon
- Mouloud Feraoun
- Mouloud Mammeri
- Ahmed Mohammed al-Maqqari
- Si Mohand
- Kateb Yacine
- Moufdi Zakaria
- Mohammed Chaouki Zine

## Angola
- José Eduardo Agualusa
- Mário Pinto de Andrade
- Viriato da Cruz
- Ernesto Lara Filho
- Rafael Marques (journalist)
- Ondjaki
- Pepetela
- Manuel Rui

## Benin
- Béatrice Lalinon Gbado
- Paulin J. Hountondji
- Florent Couao-Zotti

## Botswana
- Unity Dow
- Bessie Head

## Burkina Faso
- Joseph Ki-Zerbo
- Monique Ilboudo
- Titinga Frédéric Pacéré
- Malidoma Patrice Somé
- Norbert Zongo

## Burundi
- Ketty Nivyabandi

## Centraal-Afrikaanse Republiek
- Étienne Goyémidé
- Adrienne Yabouza

## Comoren
- Nassuf Djailani

## Republiek Congo
- Alain Mabanckou
- Emmanuel Dongala

## Democratische Republiek Congo (DRC)
- In Koli Jean Bofane
- Kama Sywor Kamanda
- Paul Lomami Tshibamba
- V. Y. Mudimbe
- Mwanza Mujila
- Clémentine Faïk-Nzuji
- Sandra Uwiringiyimana

## Djibouti
- María Nsué Angüe

## Egypte
- Abdel Rahman el-Abnudi
- Abbas Mahmoud al-Aqqad
- Muhammad Aladdin
- Ahmed Alaidy
- Nagieb Mahfoez
- Abdel Rahim Ahmed
- Nawal El Saadawi
- Idris Ali

## Equatoriaal-Guinea
- María Nsué Angüe
- Donato Ndongo-Bidyogo
- Juan Tomás Ávila Laurel

## Eritrea
- Saba Kidane

## Ethiopië
- Afevork Ghevre Jesus
- Haddis Alemayehu
- Tsegaye Gabre-Medhin
- Dinaw Mengestu

## Gabon
- Pahé

## Gambia
- Amílcar Cabral
- Sally Sadie Singhateh
- Phillis Wheatley

## Ghana
- Ama Ata Aidoo
- Ayi Kwei Armah
- Ayesha Harruna Attah
- Kofi Awoonor
- Yaba Badoe
- Margaret Busby
- Yaa Gyasi
- Nii Ayikwei Parkes

## Guinee
- Donato Ndongo
- María Nsué Angüe
- Camara Laye

## Guinee-Bissau
- Amílcar Cabral

## Ivoorkust
- Ahmadou Kourouma
- Véronique Tadjo

## Kaapverdië
- Germano Almeida
- Dina Salústio

## Kameroen
- Nsah Mala
- Marcien Towa
- René Philombé
- Patrice Nganang
- Joël Gustave Nana Ngongang
- John Nkemngong Nkengasong
- Achille Mbembe
- Patrice Kayo
- Frieda Ekotto

## Kenia
- Simon Gikandi
- Francis D. Imbuga
- Ngũgĩ wa Thiong'o
- Jomo Kenyatta
- Peter Kimani
- Meja Mwangi
- Binyavanga Wainaina

## Lesotho
- Thomas Mofolo
- Basildon Peta

## Liberia
- Edwin James Barclay
- Edward Wilmot Blyden
- Vamba Sherif

## Libië
- Sadeq Naihoum

## Madagaskar
- Jean-Joseph Rabearivelo

## Malawi
- Samson Kambalu
- Stanley Onjezani Kenani
- Paul Tiyambe Zeleza

## Mali
- Amadou Hampâté Bâ
- Aminata Traoré

## Marokko
Zie Lijst van Marokkaanse schrijvers

## Mauritanië
- Moussa Ould Ebnou
- Mamadou Kalidou Ba
- Aichetou

## Mauritius
- Nathacha Appanah
- Ananda Devi
- Umar Timol

## Mozambique
- Mbate Pedro
- Rogério Manjate
- Mia Couto

## Namibië
- Giselher W. Hoffmann
- Munukayumbwa Mwiya

## Niger
- Djibo Bakary
- Andrée Clair
- Hawad
- Abdoulaye Mamani

## Nigeria
- Chris Abani
- Chinua Achebe
- Chimamanda Ngozi Adichie
- Elechi Amadi
- Sefi Atta
- Nnimmo Bassey
- Teju Cole
- Flora Nwapa
- Abubakar Adam Ibrahim
- Chigozie Obioma
- Ben Okri
- Molara Ogundipe
- Ken Saro-Wiwa
- Wole Soyinka
- Amos Tutuola

## Oeganda
- Taban Lo Liyong
- Milton Obote
- Moses Isegawa
- Mahmood Mamdani
- Okello Oculi
- Okot p'Bitek
- Mary Karoro Okurut
- Timothy Wangusa

## Rwanda
- Michaella Rugwizangoga
- Esther Mujawayo

## Sao Tomé en Principe
- Conceição Lima

## Senegal
- Marame Gueye
- Fatou Diome
- Mariama Bâ
- Mohamed Mbougar Sarr
- Tidiane N’Diaye
- Ousmane Sembène
- Léopold Senghor

## Seychellen
- Antoine Abel
- Edwin Henriette
- Claude Renaud

## Sierra Leone
- Ismael Beah
- Syl Cheney-Coker
- Aminatta Forna

## Soedan
- Amna al-Fadl
- Rania Mamoun
- Nagi Al-Badawi

## Somalië
- Rahma Nur
- Nuruddin Farah

## Swaziland
- Sarah Mkhonza

## Tanzania
- Abdulrazak Gurnah
- Ebrahim Hoessein
- Aniceti Kitereza

## Togo
- Kossi Efoui

## Tsjaad
- Ahmat Taboy
- Baba Moustapha
- Koulsy Lamko

## Tunesië
- Shukri Mabkhout
- Habib Selmi

## Westelijke Sahara
- Bahia Mahmud Awah

## Zambia
- Wilbur Smith

## Zimbabwe
- Tsitsi Dangarembga
- Chenjerai Hove
- Tendai Huchu
- Dambudzo Marechera
- Charles Mungoshi

## Zuid-Afrika
- Nadine Gordimer
- Trevor Noah
- Zie Lijst van Engelstalige Zuid-Afrikaanse schrijvers en dichters
- Zie Lijst van Afrikaanstalige schrijvers en dichters (Zuid-Afrika)

## Zuid-Soedan
- Benson Deng
- Stella Gaitano
- Suzanne Jambo